# هریتج پلازا

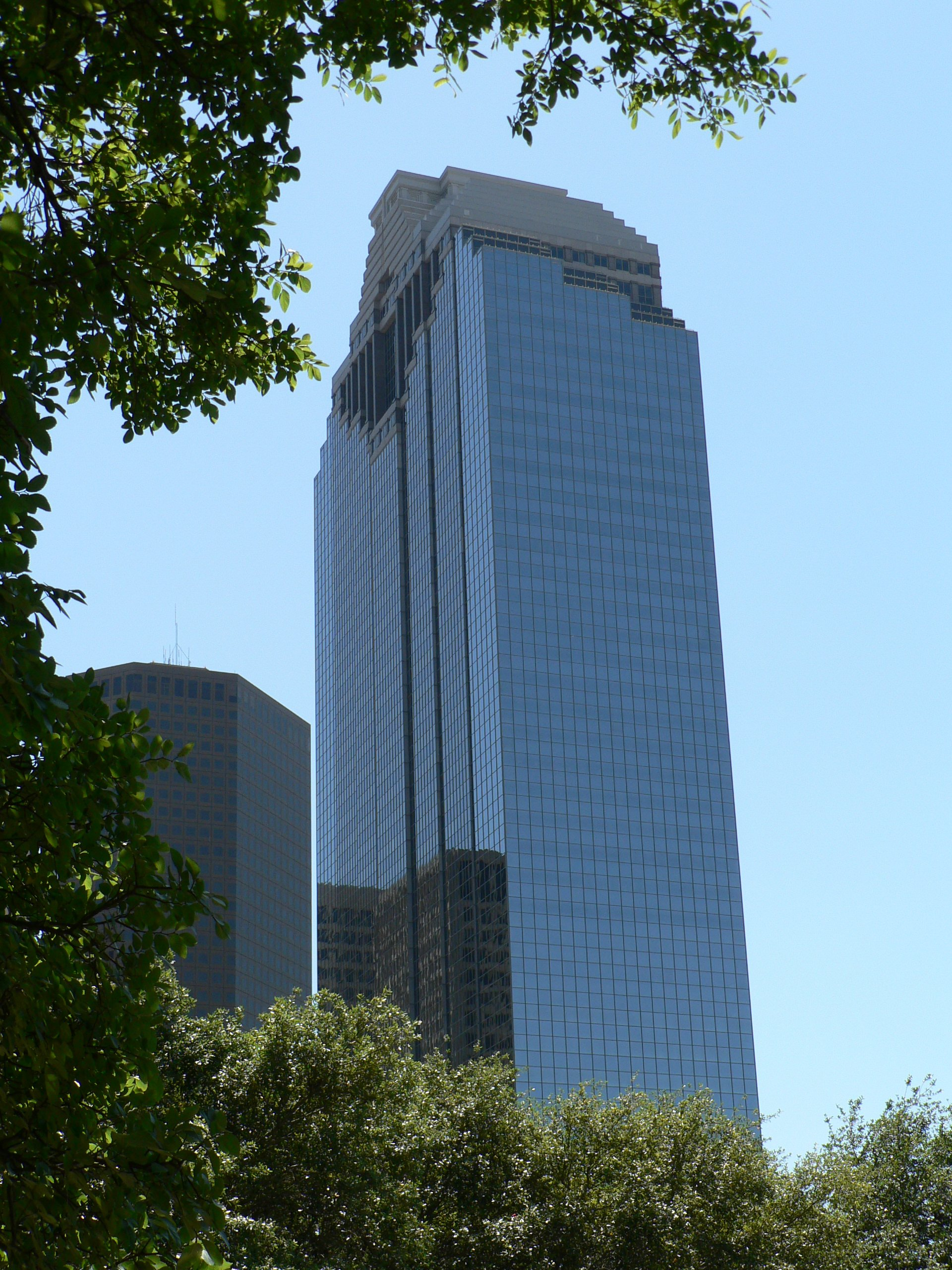

برج هریتج پلازا  (به انگلیسی: Heritage Plaza) نام یک برج مرتفع در هیوستون در تگزاس است.
این برج در ۱۹۸۷ ساخته گردید، و ۲۳۳ متر ارتفاع دارد، که در سال ۲۰۰۹ هشتمین برج بلند تگزاس بود.
معماران این برج پست‌مدرنیستی، شرکت M Nasr and Partners هستند.